# 가가와현
가가와현(일본어: 香川県)은 일본 시코쿠 지방에 있는 현 중 하나이다. 현청 소재지는 다카마쓰시이다.
과거 율령국으로는 사누키국에 해당한다. 현 이름은 이전 사누키국의 거의 중앙에 존재하고 과거 다카마쓰에 속해 있던 군인 가가와군에서 채택되었다. 면적이 전국에서 가장 작은 현이며 재해가 적다. 도시의 경험과 풍부한 자연이 조화된 생활 환경을 가지고 있다.

## 지리
시코쿠 동북쪽에 있으며 서쪽에는 에히메현, 남쪽에는 도쿠시마현, 북쪽에는 세토 내해를 사이에 두고 오카야마현이 있다.
현 북쪽은 사누키 평야가 펼쳐지며, 남쪽은 사누키 산맥이 줄짓는다. 세계에서 가장 좁은 해협으로 기네스북에 등재된 도후치 해협이 있는 곳이기도 하다. 가가와현은 현재 일본에서 가장 면적이 작은 현으로 알려져 있는데 원래는 오사카부가 가장 면적이 작았으나 1990년대 초에 간사이 국제공항의 건설을 위해 바다를 매립하면서 가가와현의 면적을 앞질렀다. 가가와현은 시코쿠 산지와 세토 내해 사이에 위치해 상대적으로 좁다.

## 행정 구역

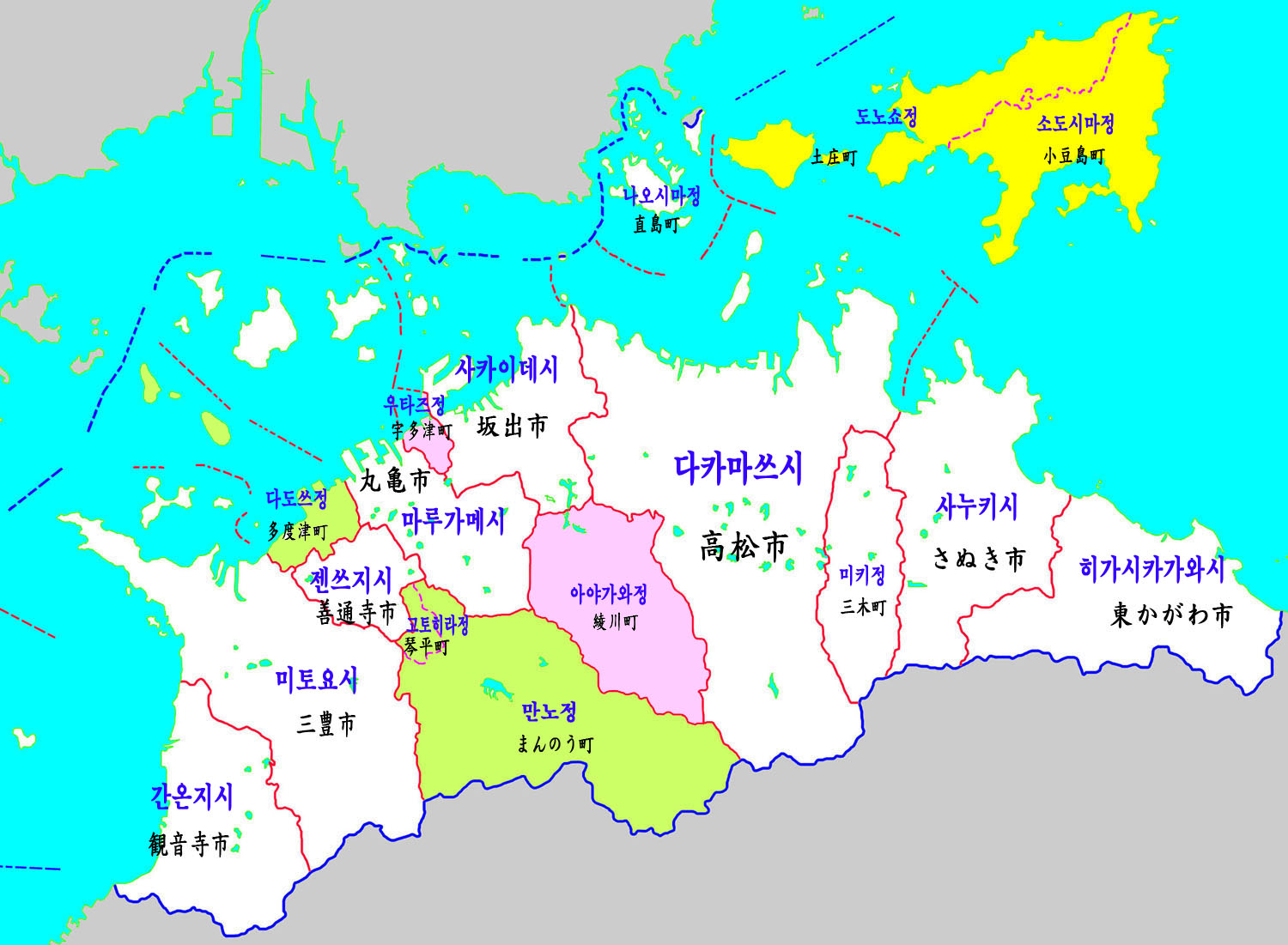
가가와현의 지도

가가와현에서는 ‘사누키국’에서 ‘讃’(산)을 떼고, 추가로 전체를 동, 중, 서 지역으로 나누어 각각‘도산(東讃) 지역’, ‘주산(中讃) 지역’, ‘세이산(西讃) 지역’으로 구분한다.

### 도산(東讚) 지역 - 동부
- 다카마쓰시(高松市) - 현청 소재지
- 사누키시(さぬき市)
- 히가시카가와시(東かがわ市)
- 쇼즈군(小豆郡)
  - 도노쇼정(土庄町) - 쇼도시마정(小豆島町)
- 기타군(木田郡)
  - 미키정(三木町)
- 가가와군(香川郡)
  - 나오시마정(直島町)

### 주산(中讚) 지역 - 중부
- 마루가메시(丸亀市)
- 사카이데시(坂出市)
- 젠쓰지시(善通寺市)
- 아야우타군(綾歌郡)
  - 우타즈정(宇多津町) - 아야가와정(綾川町)
- 나카타도군(仲多度郡)
  - 고토히라정(琴平町) - 다도쓰정(多度津町) - 만노정(まんのう町)

### 세이산(西讚) 지역 - 서남부
- 간온지시(観音寺市)
- 미토요시(三豊市)

## 문화
가가와현은 우동으로 유명하며, 그중에서도 사누키 우동이 제일 유명하다.

## 관광
- 고토히라궁
- 쇼도섬
- 다카마쓰성
- 마루가메성
- 리쓰린 공원

## 교통

### 공항
- 다카마쓰 공항

### 철도
- 시코쿠 여객철도
  - 요산선
  - 도산선
  - 고토쿠선
  - 혼시비산선(세토 대교선)
- 다카마쓰코토히라 전기 철도
  - 고토히라선
  - 시도선
  - 나가오선

### 도로
- 고속도로
  - 다카마쓰 자동차도(일본어판)
  - 세토 중앙 자동차도(일본어판)
- 국도
  - 국도 제11호선
  - 국도 제30호선
  - 국도 제32호선
  - 국도 제193호선 (일본)(일본어판)
  - 국도 제318호선
  - 국도 제319호선 (일본)(일본어판)
  - 국도 제377호선 (일본)(일본어판)
  - 국도 제436호선
  - 국도 제438호선 (일본)(일본어판)